# Ilves-Kissat
Ilves-Kissat, egentligen Tampereen-Viipurin Ilves-Kissat (Lodjurskatterna från Tammerfors-Viborg) är en idrottsförening i Tammerfors. Föreningen bildades 1932 som Ilves i Finlands då näst största stad, Viborg, 1934 namnändrades klubben till Viipurin Ilves (Viborgs lodjur). Josef Stalins anfallskrig resulterade i att staden övergick till Sovjetunionen, varpå Ilves omlokaliserades till Tammerfors 1940. Eftersom det redan fanns ett annat Ilves ändrades namnet till det nuvarande. Föreningen har sedan flytten till Tammerfors blivit finländska mästare i fotboll.